# طرق محافظة القطيف

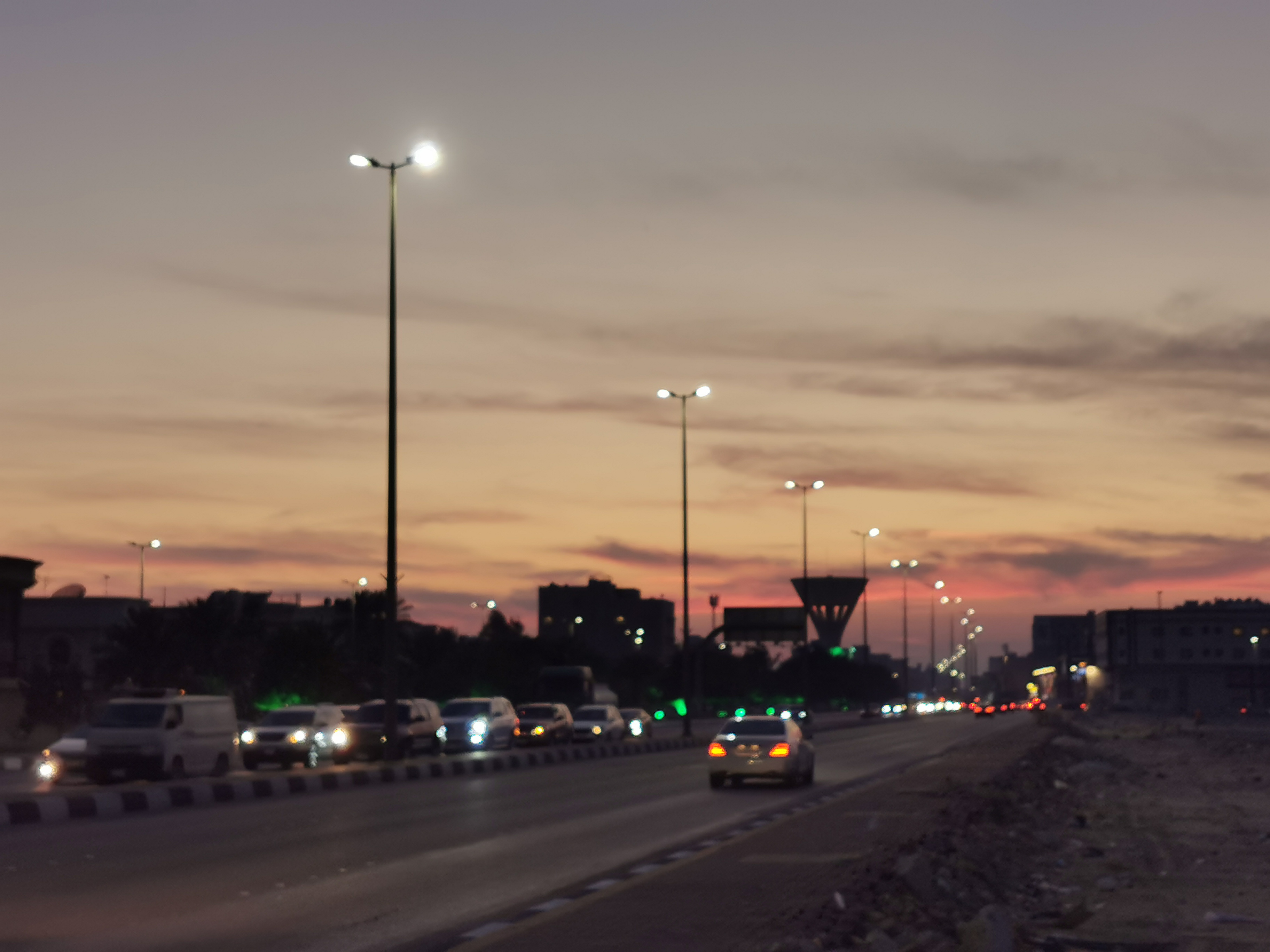
طريق أحد

هذه قائمة بطرق وشوارع القطيف.

## طرق وشوارع رئيسية وحيوية
- شارع القدس: شارع رئيسي يشق مدينة القطيف من طريق أحد شمالًا حتى شارع سلمان الفارسي جنوبًا بعنك ويصل طوله إلى 4 كيلومتر، ويحتوي على أهم المراكز والبنوك والأسواق والمطاعم والمستشفيات والمكاتب والحدائق في مدينة القطيف مثل: عالم الحلويات، مؤسسة السعد للأجهزة الكهربائية، ماكس، مركز النصر الرياضي، السيف غاليري، الرمية الحاسمة، ،مزايا الغذاء. وبه أيضًا فرع بنك ساب، وفرع البنك العربي، وفرع بنك الرياض، وفرع بنك البلاد، وفرع البنك السعودي للاستثمار، وفرع البنك السعودي الفرنسي، وفرع مصرف الإنماء، وفرع مصرف الراجحي. وغيرها من المراكز المتراوحة الأحجام مثل: غذاء الطبيعة، الجراش للمواد الغذائية، مجدي للأجهزة المنزلية، مكتبة الصفار، أسواق المزرعة، وحديقة القدس، مطعم أيام زمان للعوائل.
- شارع الرياض: هو الذي يربط تاروت بالقطيف وهو أعرض شوارع القطيف ويبدأ من حلة محيش وينتهي إلى الرفيعة في سواحل جزيرة تاروت ويقطع شارع القدس الرئيسي وشارع الملك فيصل الرئيسي وشارع الملك عبد العزيز الرئيسي وطريق الخليج الرئيسي ويصل طوله إلى حوالي 8 كيلومتر تقريبًا.
- شارع الملك عبد العزيز: شارع الملك عبد العزيز يحتوي على الكثير من المطاعم منها: سبايسي ميل، التنور، بخاري المدينة، دجاج مقرمش، العريش. ايضًا يحتوي على دوار اللؤلؤ وسوق المكاتب ويمر إلى قلب المدينة القديم المزدحم والمليء بالأسواق ويمر بجانب ميدان القلعة العام الذي به قلاع يسكنها ناس من قبل أكثر من 100 سنة حتى هذا اليوم ثم يدخل بعد أن يمر في قلب المدينة في شارع الملك فيصل.
- طريق أحد: يتفرع من طريق الظهران الجبيل السريع ويقطع مدينة القطيف من غربها لشرقها ويربط القطيف والقديح وأيضا يربط القطيف بجزيرة تاروت هو أول شارع ربط تاروت والقطيف وهو الأقدم ويستطيع أهالي العوامية والقديح والأوجام وتاروت المجيء للقطيف من خلاله وهو أطول شارع في المحافظة ويصل طوله إلى أكثر من 12 كيلومتر وهو يبدأ من كبري الأوجام بالأوجام وينتهي إلى سنابس أي من أقاصي غرب المحافظة إلى سواحلها الشرقية وبه الكثير من المجمعات: الراشد بلازا، مجمع الزهراء، مجمع الرضا(قيد الإنشاء).
- شارع الإمام علي: وهو يمتد من مدينة صفوى شمالًا وحتى شارع بدر بحي مياس وسط مدينة القطيف.
- شارع أبو بكر: يمر بشارع بدر وشارع أحد وبه مسجد الإمام علي وأيضا به عزاء القلعة ويصبح مكتظًا جدًا في المناسبات الإسلامية حيث يُفرش جزء من الشارع بالسجاد.